# Brucknerfest
Das Internationale Brucknerfest ist eine jährliche Musikveranstaltungsreihe in Linz.
Der Namensgeber der Musikveranstaltungsreihe ist Anton Bruckner, Veranstalter ist das Brucknerhaus. Das Brucknerfest wurde 1974 auf Initiative des künstlerischen Leiters des Brucknerhauses Horst Stadlmayr eingeführt und mit einem Orchesterkonzert unter Herbert von Karajan begonnen. Das Brucknerfest ist seit 1977 neben den Wiener Festwochen und den Salzburger Festspielen ein fixer Bestandteil der österreichischen Kulturveranstaltungen.

## Veranstaltungen

### Internationales Brucknerfest 2005
2005 fand das Fest vom 11. September bis 2. Oktober statt. Festredner war Anton Zeilinger. Das Bruckner Orchester Linz spielte Bruckners 9. Symphonie unter der Leitung von Dennis Russell Davies. Des Weiteren spielten die Wiener Philharmoniker unter Pierre Boulez Bruckners 7. Symphonie, die Staatskapelle Dresden spielte unter der Leitung von Muyng-Whun Chung Bruckners 4. Symphonie. Weiters spielte das Orchestre Philharmonique de Monte-Carlo (Dirigent Marek Janowski), das MDR-Sinfonieorchester und der MDR-Rundfunkchor Leipzig (Dirigent Fabio Luisi) spielte die Messe f-Moll. Das Royal Philharmonic Orchestra spielte unter dem Dirigat von Dirk Joeres, die Camerata Salzburg unter dem Dirigat von Christian Muthspiel. Zu hören und sehen waren auch das Ensemble Thomas Christian, der Cellist Mischa Maisky wurde von seiner Tochter Lily am Klavier begleitet. Des Weiteren war Die Walküre zu hören mit Christian Franz (Siegmund), Eva Johannson (Sieglinde), Gabriele Schnaut (Brünnhilde) und Gerd Grochowski (Wotan) unter der Leitung von Dennis Russell Davies.

### Internationales Brucknerfest 2009
2009 fand das Brucknerfest vom 13. September bis zum 5. Oktober statt. Das Bruckner Orchester Linz eröffnete mit der Aufführung Die Schöpfung von Joseph Haydn unter der Leitung von Dennis Russell Davies die Veranstaltungsreihe.

### Internationales Brucknerfest 2010
2010 fand es von 12. September bis 5. Oktober statt. Traditionell eröffnete das Bruckner Orchester Linz unter der Leitung von Dennis Russell Davies mit Beethovens Konzert für Klavier und Orchester Nr. 3 c-Moll sowie mit Anton Bruckners 7. Symphonie.

### Internationales Brucknerfest 2011
11. September bis 7. Oktober 2011 – Daniel Harding dirigierte die Filarmonica della Scala und präsentierte neben Sibelius’ Konzert für Violine und Orchester d-Moll sowie Bernsteins Ouvertüre zu „Candide“ weiters Dvořáks Symphonie Nr. 9 e-Moll „Aus der Neuen Welt“.

### Internationales Brucknerfest 2012
2012 präsentierte das Brucknerhaus das Brucknerfest vom 9. September bis 5. Oktober. Zur Eröffnung dirigierte Dennis Russell Davies das Bruckner Orchester Linz mit Gustav Mahlers Symphonie Nr. 3 d-Moll. Ein breites Spektrum von Angelika Kirchschlager über Rudolf Buchbinder bis zu Silje Nergaard macht das Brucknerfest 2012 wieder zum Festivalereignis des Jahres.

### Internationales Brucknerfest 2013
Das Internationale Brucknerfest 2013 vom 15. September bis 6. Oktober 2013 war mit dem Stichwort „Impulse“ überschrieben.

### Internationales Brucknerfest 2014
Das Internationale Brucknerfest hatte „Entdeckungen“ zum Thema.

### Internationales Brucknerfest 2015
Das Internationale Brucknerfest vom 9. September bis 6. Oktober 2015 stand unter dem Motto „Partnerland Südkorea“.

### Internationales Brucknerfest 2016
Vom 13. September bis 15. Oktober 2016 fand das Internationale Brucknerfest unter dem Motto „Partnerland Südkorea“ statt.

### Internationales Brucknerfest 2017
2017, unter dem Slogan „Bruckner elementar“, startete eine große Kooperation mit Valerij Gergiev und den Münchner Philharmonikern. Bis 2019 werden die Symphonien Nr. 1 bis Nr. 9 von Anton Bruckner auf DVD und CD in der Stiftskirche St. Florian eingespielt und auf dem hauseigenen Label der Münchner Philharmoniker MPHIL veröffentlicht.

### Internationales Brucknerfest 2018
2018 widmete sich das Internationale Brucknerfest Linz der Tradition. Unter dem Motto „Was du ererbt von deinen Vätern – Bruckner und die Tradition“ fanden von 4. September (Bruckners Geburtstag) bis 11. Oktober 2018 (Bruckners Todestag) mehr als 30 Veranstaltungen im Brucknerhaus Linz und vier weiteren Wirkungsstätten von Anton Bruckner statt: Linzer Mariendom, Alter Dom, Pfarrkirche Ansfelden und Stiftsbasilika St. Florian.

### Internationales Brucknerfest 2019
2019 stand das Internationale Brucknerfest Linz unter dem Motto „Neue Welten – Bruckner und die Sinfonik“ und fand wie im Vorjahr von 4. September bis 11. Oktober statt. Unter den auftretenden Künstlern befanden sich András Schiff, Cameron Carpenter, Neeme Järvi, Eliahu Inbal, Nobuko Imai, Piotr Beczała, Thomas Hamspon sowie das Bruckner Orchester Linz unter Markus Poschner. Zudem fanden unter anderem die letzten beiden Konzerte des 2017 begonnenen Brucknerzyklus von Walerij Gergijew und den Münchner Philharmonikern in der Stiftsbasilika St. Florian statt.

### Internationales Brucknerfest 2020
Das Internationale Brucknerfest 2020 vom 4. September bis 11. Oktober 2020 hatte „Kontroverse – Bruckner und seine Zeit(Genossen)“ zum Thema. Aufgrund der Covid-19-Pandemie wurden die Veranstaltungen verkürzt und die Zuschauerzahlen begrenzt.

### Internationales Brucknerfest 2021
Das Thema des Brucknerfestes vom 4. September bis 11. Oktober 2021 war „Mutige Impulse – Bruckner und seine Schüler*innen“.

### Internationales Brucknerfest 2022
Das Brucknerfest vom 4. September bis 11. Oktober 2022 hatte das Thema „Visionen – Bruckner und die Moderne“.

### Internationales Brucknerfest 2023
Das Internationale Brucknerfest 2023 vom 4. September bis 11. Oktober 2023 stand unter dem Motto „Aufbruch – das ewig Weiblich zieht uns hinan“.

### Internationales Brucknerfest 2024
2024 ist ein „Bruckner-Jahr“, in dem der 200. Geburtstag des Komponisten und das 50-jährige Bestehen des Brucknerhauses gefeiert wird. Das Brucknerfest fand unter dem Motto „Unendliche Weiten. Bruckners Werk als Griff nach den Sternen“ vom 9. September bis 11. Oktober 2024 statt.

## Festredner
1977: Friedrich Heer – 1978: Gerhard Klingenberg – 1979: Werner Hofmann – 1980: Ernst Krenek – 1981: Anton Neumayr – 1982: Rolf Liebermann – 1983: Fritz Hochwälder – 1984: Erwin Ringel – 1985: Werner Schneyder – 1986: Hilmar Hoffmann – 1987: Erich Fried – 1988: Milo Dor – 1989: Eric J. Hobsbawm – 1990: Franz König – 1991: Axel Corti – 1992: Franz Welser-Möst – 1993: Eduard Goldstücker – 1994: Peter Turrini – 1995: Erika Weinzierl – 1996: Klaus Maria Brandauer – 1997: Hildegard Hamm-Brücher – 1998: Horst-Eberhard Richter – 1999: Erika Pluhar – 2000: Karlheinz Böhm – 2001: Theo Sommer – 2002: SAID – 2003: Peter Huemer – 2004: Anna Mitgutsch – 2005: Anton Zeilinger – 2006: Ari Rath – 2007: Konrad Paul Liessmann – 2008: Renan Demirkan – 2009: Robert Menasse – 2010: Elfriede Hammerl – 2011: Ludwig Adamovich junior – 2012: Armin Thurnher – 2013: Ruth Wodak – 2014: Paul Lendvai – 2015: Iris Berben – 2016: Senta Berger – 2017: Harald Krassnitzer – 2018: Daniel Kehlmann – 2019: Wolf D. Prix – 2020: Waris Dirie – 2021: Heinz Fischer – 2022: Jean Ziegler – 2023: Anna Baar – 2024: Lisz Hirn